# Spilopteron fuscomaculatum
Spilopteron fuscomaculatum är en stekelart som beskrevs av Wang 1988. Spilopteron fuscomaculatum ingår i släktet Spilopteron och familjen brokparasitsteklar. Inga underarter finns listade i Catalogue of Life.